# پورت کلانگ
پورت کلانگ (به لاتین: Port Klang) یک منطقهٔ مسکونی در مالزی است که در ناحیه کلانگ واقع شده است.

## خصوصیات
پورت کلانگ ۵۷۳ کیلومترمربع مساحت دارد.

## نگارخانه

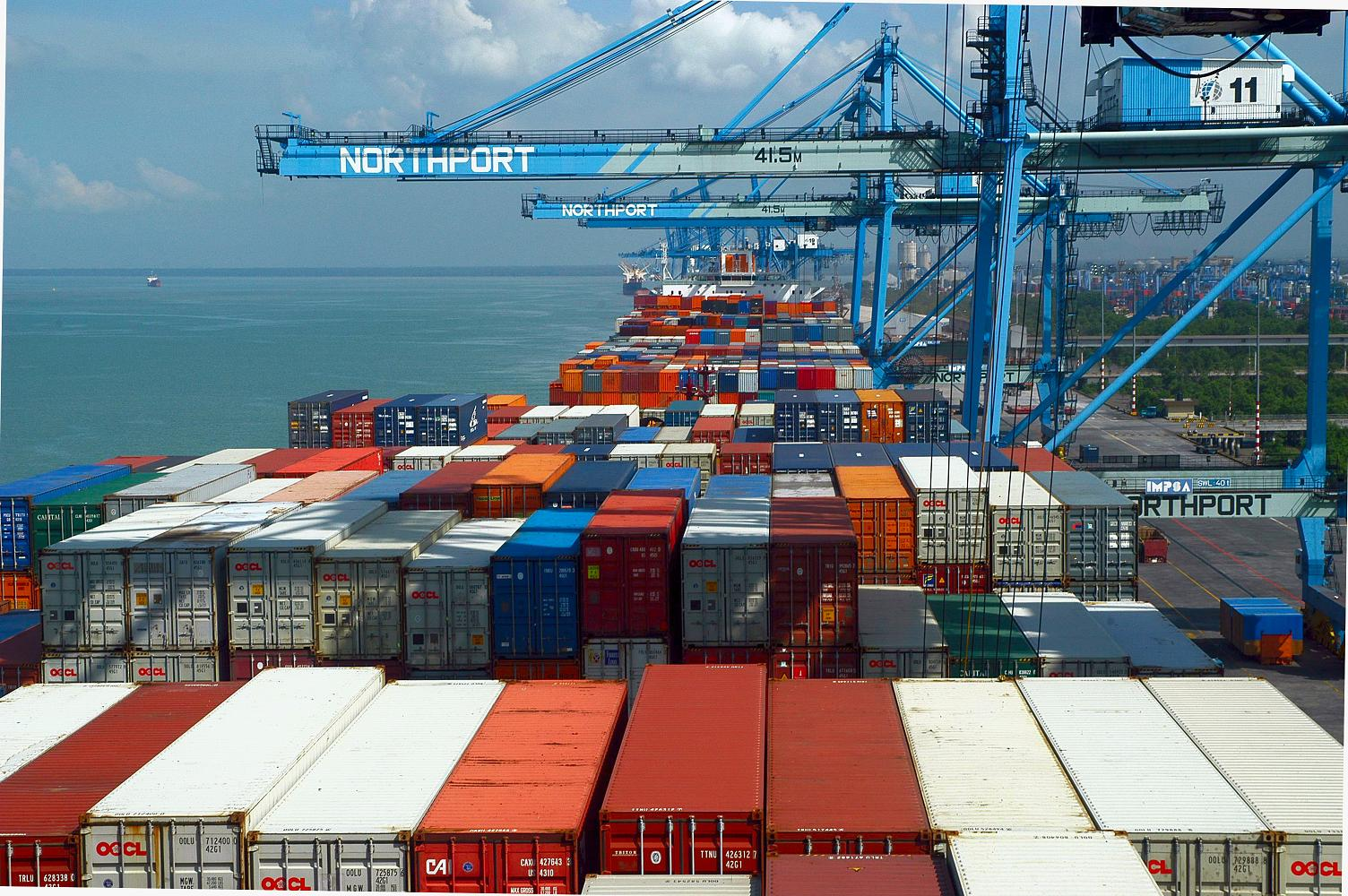
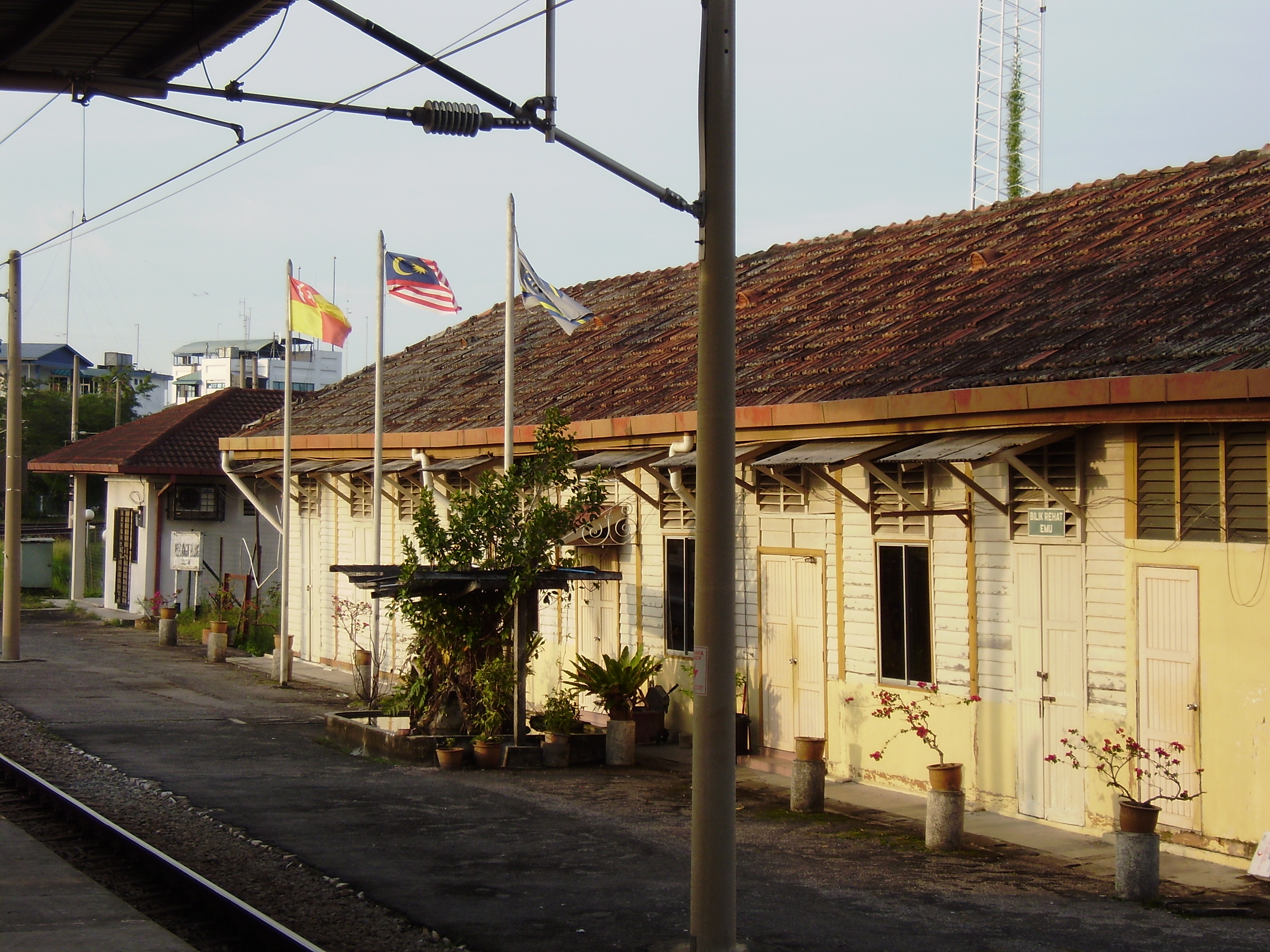
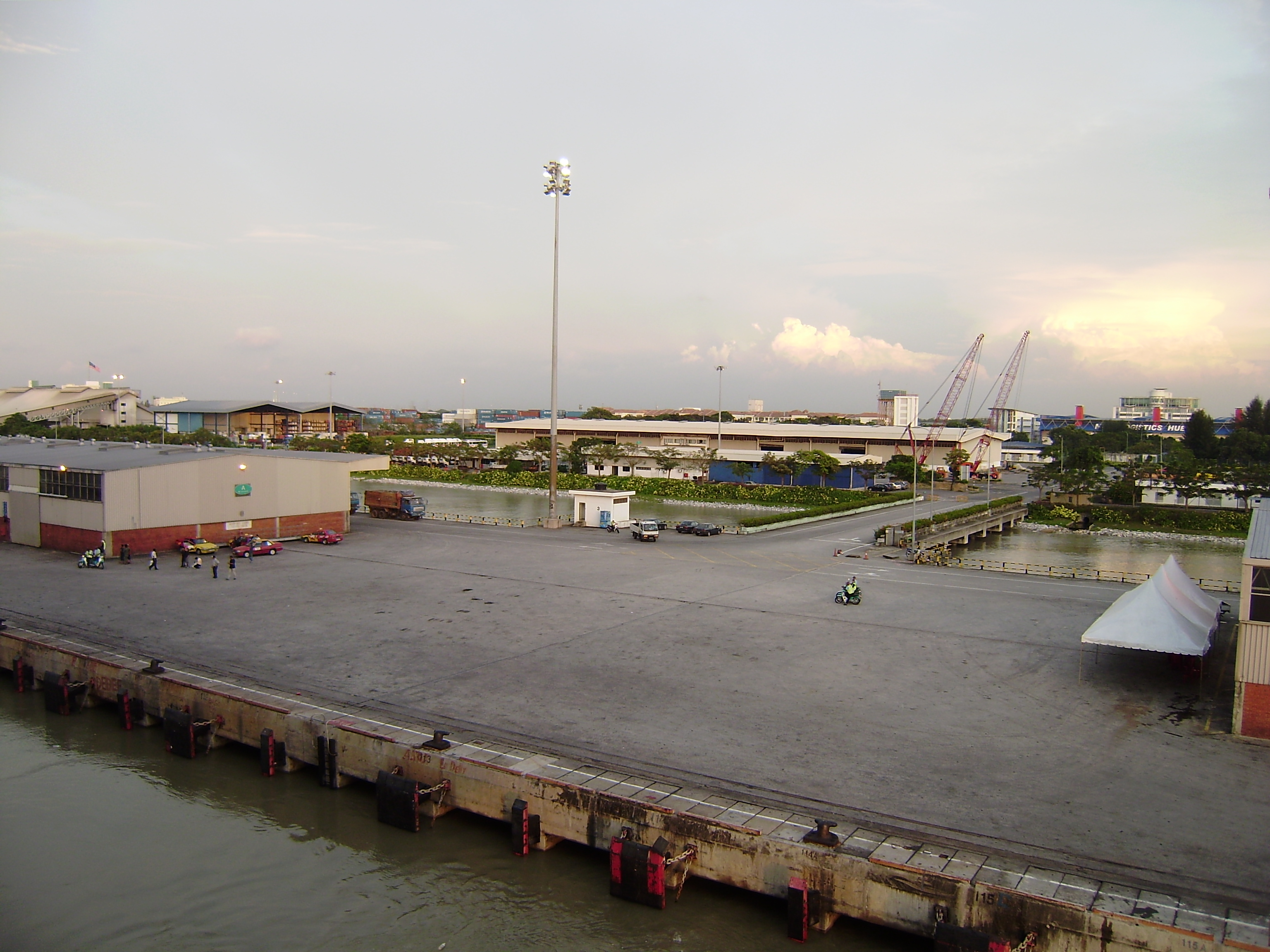